# Kyrkoreservat
Kyrkoreservat är en skyddsform för natur- eller kulturobjekt.
På mark som Svenska kyrkan äger kan stiftets egendomsnämnd besluta om kyrkoreservat. Detta är ett frivilligt åtagande som markerar kyrkans ansvar för den biologiska mångfalden. Ett kyrkoreservat kan också vara naturreservat, men behöver inte vara det. Exempel på ett kyrkoreservat är Erstabruden i Dalsland.